# فرودگاه تالمن
فرودگاه تالمن (به انگلیسی: Tallman Airport) یک فرودگاه خصوصی است که یک باند فرود چمن دارد و طول باند آن ۶۰۹ متر است. این فرودگاه در کشور ایالات متحده آمریکا قرار دارد و در ارتفاع ۹۲ متری از سطح دریا واقع شده است.